# Rhinoptera
Rhinoptera – rodzaj ryb chrzęstnoszkieletowych z rodziny Rhinopteridae.

## Rozmieszczenie geograficzne
Gatunki z tego rodzaju zasiedlają słone i słonawe wody Oceanu Indyjskiego, Pacyfiku i Atlantyku.

## Morfologia
Długość ciała do 200 cm; masa ciała (największa opublikowana) 4,5 kg.

## Systematyka
Rodzaj zdefiniował w 1829 roku francuski przyrodnik i zoolog Georges Cuvier w drugim tomie drugiego wydania publikacji własnego autorstwa poświęconej królestwu zwierząt. Gatunkiem typowym jest (późniejsze oznaczenie) R. marginata.

### Etymologia
- Rhinoptera: gr. ῥις rhis, ῥινος rhinos ‘nos, pysk’; πτερον pteron ‘skrzydło, płetwa’[8].
- Trikeras: gr. τρι- tri- ‘trój-’, od τρεις treis, τρια tria ‘trzy’[9]; κερας keras, κερατος keratos ‘róg’[10]. Gatunek typowy: Myliobatis marginata Geoffroy St. Hilaire, 1817.
- Mylorhina: gr. μυλη mulē ‘młyn, żarna’[9]; ῥις rhis, ῥινος rhinos ‘nos, pysk’[11]. Gatunek typowy (oryginalne oznaczenie (również monotypowe)): Rhinoptera lalandii Valenciennes, 1841 (= Raja bonasus Mitchill, 1815).
- Micromesus: gr. μικρος mikros ‘mały’[12]; μεσος mesos ‘środkowy, pośredni’[13]. Gatunek typowy (oryginalne oznaczenie (również monotypowe)): Rhinoptera adspersa Valenciennes, 1841 (= Rhinoptera javanica Müller & Henle, 1841).
- Trycera: gr. τρι- tri- ‘trój-’, od τρεις treis, τρια tria ‘trzy’[9]; κερας keras, κερατος keratos ‘róg’[10]. Gatunek typowy: Trycera typica Koch, 1884 (nomen nudum).

### Podział systematyczny
Do rodzaju należą następujące występujące współcześnie gatunki:
- Rhinoptera bonasus (Mitchill, 1815) – płaszczka karbogłowa[14]
- Rhinoptera brasiliensis Müller, 1836
- Rhinoptera javanica Müller & Henle, 1841
- Rhinoptera jayakari Boulenger, 1895 – orleń omański[15]
- Rhinoptera marginata (Geoffroy St. Hilaire, 1817)
- Rhinoptera neglecta Ogilby, 1912
- Rhinoptera peli Bleeker, 1863
- Rhinoptera steindachneri Evermann & Jenkins, 1891

Opisano również gatunki wymarłe:
- Rhinoptera prisca Woodward, 1907[16] (Ameryka Południowa; kreda)
- Rhinoptera raeburni White, 1934[17] (Afryka)
- Rhinoptera rasilis Böhm, 1926[18] (Afryka; eocen)
- Rhinoptera sherborni White, 1926[19] (Afryka; eocen)
- Rhinoptera smithii Jordan & Beal, 1913[20] (Ameryka Północna)
- Rhinoptera studeri (Agassiz, 1843)[21] (Europa)
- Rhinoptera woodwardi (Agassiz, 1843)[22] (Europa).